# Tribun (arkitektur)
Tribun, absiden i en basilika eller en fornkristen kyrka eller en alternativ term för en läktare. Valvbågen mellan koret och absiden i en kyrka kallas tribunbåge.